# Wolfgang Zuckermann

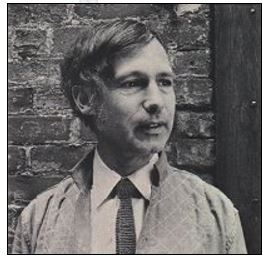
Wolfgang Zuckermann (um 1963)

Joachim Wolfgang Zuckermann (* 11. Oktober  1922 in Berlin; † 30. Oktober 2018 in Avignon) war ein Instrumentenbauer mit Schwerpunkt historische Tasteninstrumente, Schriftsteller sowie Umwelt- und Sozialaktivist.

## Leben
Die jüdische Familie Zuckermann floh 1938 vor nationalsozialistischen Verfolgung in die USA. Nach einer Ausbildung zum Kinderpsychologen wurde der Amateurmusiker zu einem der ersten Cembalobauer in den Vereinigten Staaten. Gegen Ende der 1950er schuf er ein Selbstbau-Cembalopaket, das so genannte Model T-Cembalo, welches zahlreich und weltweit verkauft wurde. 
1969 verließ er wegen der US-amerikanischen Vietnampolitik New York, verkaufte die Firma, ließ sich in England als Musiker und Musiklehrer nieder. Dort wurde er auf die vielen früheren Pferdeställe aufmerksam, die er zusammen mit Barbara Rosen in dem Buch The Mews of London beschrieb und katalogisierte.
1987 wurde er als Umweltaktivist Mitarbeiter von Ecoplan, einer non-profit-Gruppe mit Sitz in Paris. Er war Autor und Herausgeber der New Mobility Agenda. Gemeinsam mit Eric Britton entwickelte er Consumer Holiday – The one day a year we turn off the economy and think about it und den International Buy Nothing Day.
1995 zog er nach Frankreich. Später lebte er in Avignon, wo er im Herbst 2018 im Alter von 96 Jahren starb. In Avignon betrieb er neben seinen Umweltaktivitäten eine englischsprachige Buchhandlung mit Galerie und Begegnungsstätte für Künstler.
Zuckermann schrieb zwei Bücher über Cembali, außerdem umweltbezogene und sozialkritische Bücher, darunter zwei Kinderbücher.

## Cembalo zum Selbstbau
In Deutschland ist die Firma mit dem ZuckermannZentrum vertreten. Die Instrumente sind begehrt, weil sie den originalen Ton der frühen Cembali haben, wie sie auch weiterentwickelt wurden, um einen volleren und längeren Klang zu erhalten. Auch die modern gefertigten Gehäuse sind mit aufwändigen Schnitzereien oder Malereien versehen, da das Cembalo nicht nur als Musikinstrument, sondern auch wie früher als Einrichtungsgegenstand dient. Zuckermann beschränkte sich nicht auf den Bau und Verkauf von kompletten Instrumenten, sondern liefert auch günstige Bausätze zum Selbstbau.

## Werke
- The Modern Harpsichord. October House, 1969 ISBN 0807901652.
- The Modern Harpsichord: Twentieth Century Instruments and Their Makers. Reprint Services Corp, 1986, ISBN 0-685-14859-9.
- The Mews of London: A Guide to the Hidden Byways of London's Past. zusammen mit Barbara Rosen, Webb & Bower, London 1982, ISBN 0-03-062419-3.
- End of the Road. Chelsea Green Pub Co, Post Mils, Vermont 1991, ISBN 0-930031-46-6.
- Familie Maus fährt Auto. Cornelsen/Volk und Wissen, 1995, ISBN 3-06-100388-6.
- Alice in Underland. The Olive Press, 2000, ISBN 2-9514588-0-0.